# Yukon Arctic Ultra
Yukon Arctic Ultra – seria ekstremalnych wyścigów odbywających się w lutym każdego roku w Jukonie. Uczestniczy mają do pokonania dystans maratonu, 100 mil, 300 mil oraz 430 mil. Trasę można pokonać rowerem górskim, na nartach oraz piechotą. Temperatura podczas zawodów może spaść ponad 50 stopni Celsjusza poniżej zera, dlatego wyścig nazywany jest przez wielu najtrudniejszym takim na świecie. Najdłuższy odcinek prowadzi od Whitehorse do Downson City szlakiem Yukon Quest - wyścigu psich zaprzęgów. Maksymalny czas zmagań to 312 godzin (13 dni). Rekordzista przebiegł najdłuższą trasę (700 km) w 7,5 dnia. Impreza odbywa się od 2003 roku. W 2015 roku w zawodach wziął udział pierwszy Polak Michał Kiełbasiński jednak zrezygnował po 24 godzinach od startu z powodu poważnych odmrożeń u rąk i nóg.